# Ferdinand Grapperhaus
Ferdinand (Ferd) Bernhard Joseph Grapperhaus (Amsterdam, 8 november 1959) is een Nederlands voormalig politicus, jurist en een voormalig advocaat. Van 26 oktober 2017 tot en met 10 januari 2022 was hij minister van Justitie en Veiligheid in het kabinet-Rutte III voor het CDA.

## Biografie

### Opleiding
Grapperhaus haalde in 1977 zijn eindexamen gymnasium alfa op het Aloysius College in Den Haag. Daarna studeerde hij tussen 1977 en 1984 Rechten aan de Universiteit van Amsterdam. Hij promoveerde in 1995 aan de Universiteit van Amsterdam bij Paul van der Heijden op het proefschrift Werknemersconcurrentie: beperkingen aan concurrerende activiteiten van de ex-werknemer ten opzichte van zijn voormalig werkgever.

### 1984 - 2017
Vanaf 1984 was Grapperhaus advocaat en sinds 1998 partner bij het advocatenkantoor Loeff Claeys Verbeke. Na een opsplitsing van dat kantoor werd hij in 1999 advocaat en partner bij Allen & Overy in Amsterdam, waar hij tussen 2015 en 2017 bestuursvoorzitter was. Van 2005 tot 2017 was Grapperhaus ook deeltijd-hoogleraar Europees arbeidsrecht aan de Universiteit Maastricht en van 2006 tot 2016 kroonlid van de Sociaal-Economische Raad (SER).
Tot zijn nevenactiviteiten behoorde het redacteurschap van de tijdschriften Ondernemingsrecht en Sociaal Recht. Tussen 2014 en 2017 was hij columnist van Het Financieele Dagblad. Hij was toezichthouder bij het Kadaster Nederland en bestuurder van enkele charitatieve instellingen. Ook was hij voorzitter van de CDA programmacommissie voor de Tweede Kamerverkiezingen 2010.

### Ministerschap
Op 26 oktober 2017 werd hij benoemd tot minister van Justitie en Veiligheid in het kabinet-Rutte III. Bij het aantreden van dat kabinet werd de naam van het departement gewijzigd van "Ministerie van Veiligheid en Justitie" naar "Ministerie van Justitie en Veiligheid", een operatie die ruim 2 miljoen euro kostte en de volle instemming had van Grapperhaus.
- Grapperhaus diende op 6 november 2019 een wijzigingswet in die ziet op de Wegenverkeerswet 1994, inzake de aanscherping strafrechtelijke aansprakelijkheid ernstige verkeersdelicten. De wet trad in werking op 1 januari 2020 en verhoogde de strafmaxima op bepaalde ernstige verkeersdelicten.[7][8]
- Op 13 november 2019 diende Grapperhaus de Wet experiment gesloten coffeeshopketen in. Deze trad op 1 juli 2020 in werking.[8][9]
- Op 15 november 2019 besloot de ministerraad op voorstel van Grapperhaus om ongeveer 17.000 politieagenten uit te laten rusten met een stroomstootwapen.[8][10]
- Op 13 augustus 2020 uitte de Raad van State kritiek op het wetsvoorstel dat seks tegen andermans wil verbieden moest. Het wetsvoorstel beoogde een verbod op seks met iemand van wie men redelijkerwijs kon vermoeden dat deze dat niet wenste. Verder beoogde de wet onder meer aanpassingen aan de actualiteit op het gebied van online seksueel grensoverschrijdend gedrag.[11] De Raad stelde de wet op onderdelen te onduidelijk te vinden en niet consequent voldoende beargumenteerd.[12] Ook Amnesty International gaf kritiek op het voorstel van Grapperhaus, zij het dat hun uitgangspunt daarbij was dat seksueel contact altijd voorafgegaan moet worden door wederzijdse goedkeuring.[13]

#### In opspraak
Toen Grapperhaus op 22 augustus 2020 hertrouwde, bleek tijdens de bruiloft de toen geldende verplichte anderhalve meter afstand vanwege COVID-19 onvoldoende in acht te zijn genomen. Daardoor kwam zijn geloofwaardigheid als eerstverantwoordelijke voor het handhavingsbeleid van de regering ten aanzien van de coronamaatregelen in het geding. In de Tweede Kamer werden tijdens een debat naar aanleiding van de kwestie moties van wantrouwen en afkeuring tegen de minister ingediend; deze behaalden geen meerderheid. Tot degenen die uitspraken dat de minister had moeten aftreden, behoorde de oud-president van de Hoge Raad Geert Corstens.
Op 18 september 2020 werd bekendgemaakt dat Grapperhaus alsnog een boete van 390 euro werd opgelegd voor het overtreden van de coronaregels; dit leverde hem ook een strafblad op. "Het OM vindt dat met het opleggen van de geldboete de geloofwaardigheid van de handhaving van de coronaregels, waarvan de minister van Justitie en Veiligheid het boegbeeld is, gediend is". Grapperhaus aanvaardde de opgelegde boete. Op 24 september 2020 werd bekend dat het kabinet met een aanpassing van het sanctiebeleid kwam, waardoor ook voor Grapperhaus de aantekening in het strafblad met terugwerkende kracht zou komen te vervallen.

### Na de politiek
In februari 2023 werd bekend dat Grapperhaus was benoemd tot nieuwe topman van Deloitte Legal, de juridische tak van accountants- en adviseurskantoor Deloitte, als opvolger van Frederieke Leeflang. Sinds 1 juni 2023 is Grapperhaus tevens deeltijd-hoogleraar "Rechtsstaat, Samenleving en Rechtspraktijk" aan de Erasmus Universiteit Rotterdam. Zijn oratie op 16 februari 2024 had de titel De rechtsstaat is geen overbodige luxe. Per 1 september 2024 is hij tevens voorzitter van de raad van toezicht van de Universiteit Leiden.

## Persoonlijk
Grapperhaus is de oudste zoon van voormalig staatssecretaris van Financiën Ferd Grapperhaus. Hij is lid van de Rooms-Katholieke Kerk. In 2016 werd hij weduwnaar, hij hertrouwde in augustus 2020 met Elsevier-journaliste Liesbeth Wytzes. Hij heeft drie zonen en een dochter.